# Araneus klaptoczi
Araneus klaptoczi är en spindelart som beskrevs av Simon 1908. Araneus klaptoczi ingår i släktet Araneus och familjen hjulspindlar.
Artens utbredningsområde är Libya. Inga underarter finns listade i Catalogue of Life.